# Bertrand Ney

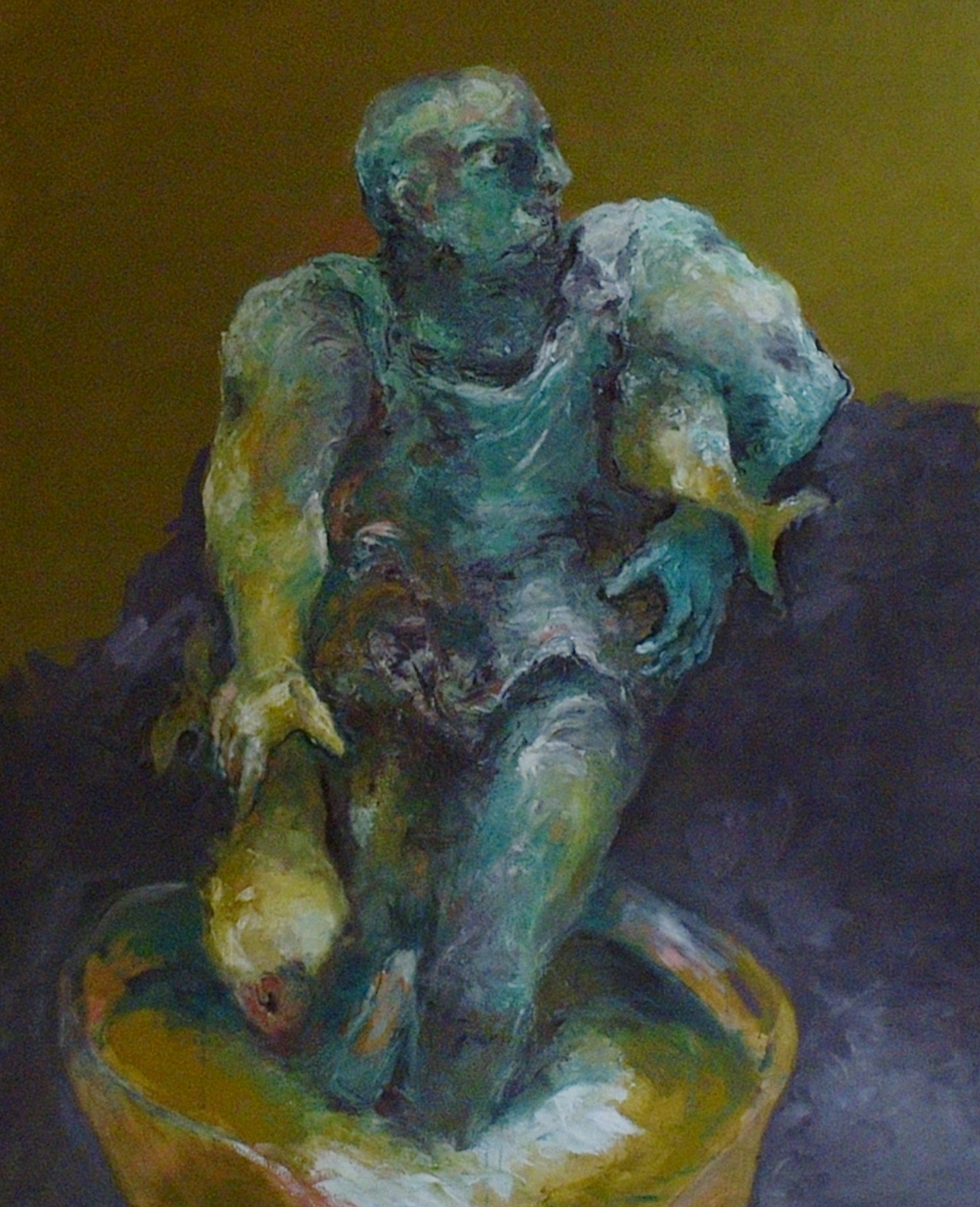
Peinture à l'huile de Bertrand Ney (photographiée par François Besch).

Bertrand Ney (né le 22 octobre 1955 à Rodemack) est un sculpteur et peintre franco-luxembourgeois.

## Biographie
À partir de 1978, Ney fait ses études à l'École nationale supérieure d'art et de design de Nancy. Jusqu'en 1985, il étudie la sculpture chez Pol Bury à l'École nationale supérieure des beaux-arts de Paris. En 1986, il est naturalisé au Luxembourg.
Ney expose ses œuvres en Europe, en Asie et aux États-Unis depuis 1984. Il crée des sculptures publiques au Luxembourg, en Allemagne, en Espagne, en Chine, en Corée du Sud et aux États-Unis. Il participe à l'Expo 92 et à la Biennale de Venise en 1993. En 1994, il reçoit le prix luxembourgeois Pierre Werner. En 2001, il remporte le premier prix au Symposium international de sculpture à Icheon (Corée du Sud) et, en 2005, il séjourne à la Cité internationale des arts à Paris. En 2010, il expose ses œuvres au Stadtmuseum St. Wendel en Allemagne. Il participe également aux symposiums de sculpture Steine am Fluss et Strasse des Friedens. Ney est membre de l'Institut grand-ducal d'art et de littérature du Luxembourg et du Cercle artistique de Luxembourg.

## Galerie

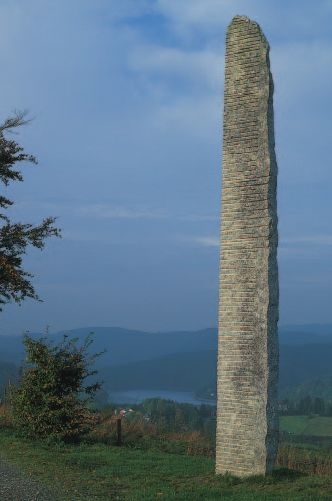
Jakobsleiter (granit, 1999), chemin de sculpture à Lultzhausen, Esch-sur-Sûre
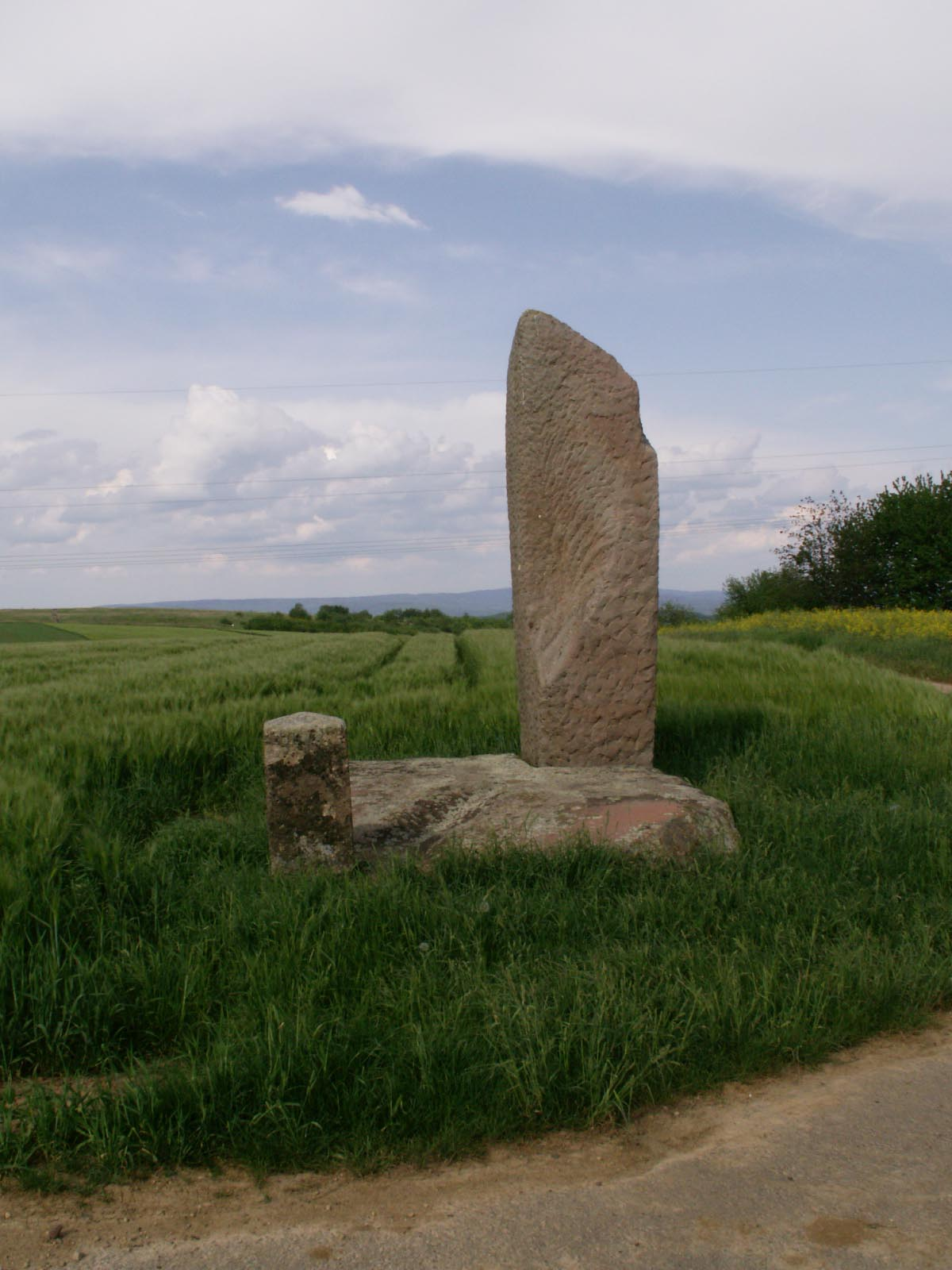
Pierres à la frontière, Merzig, 1988
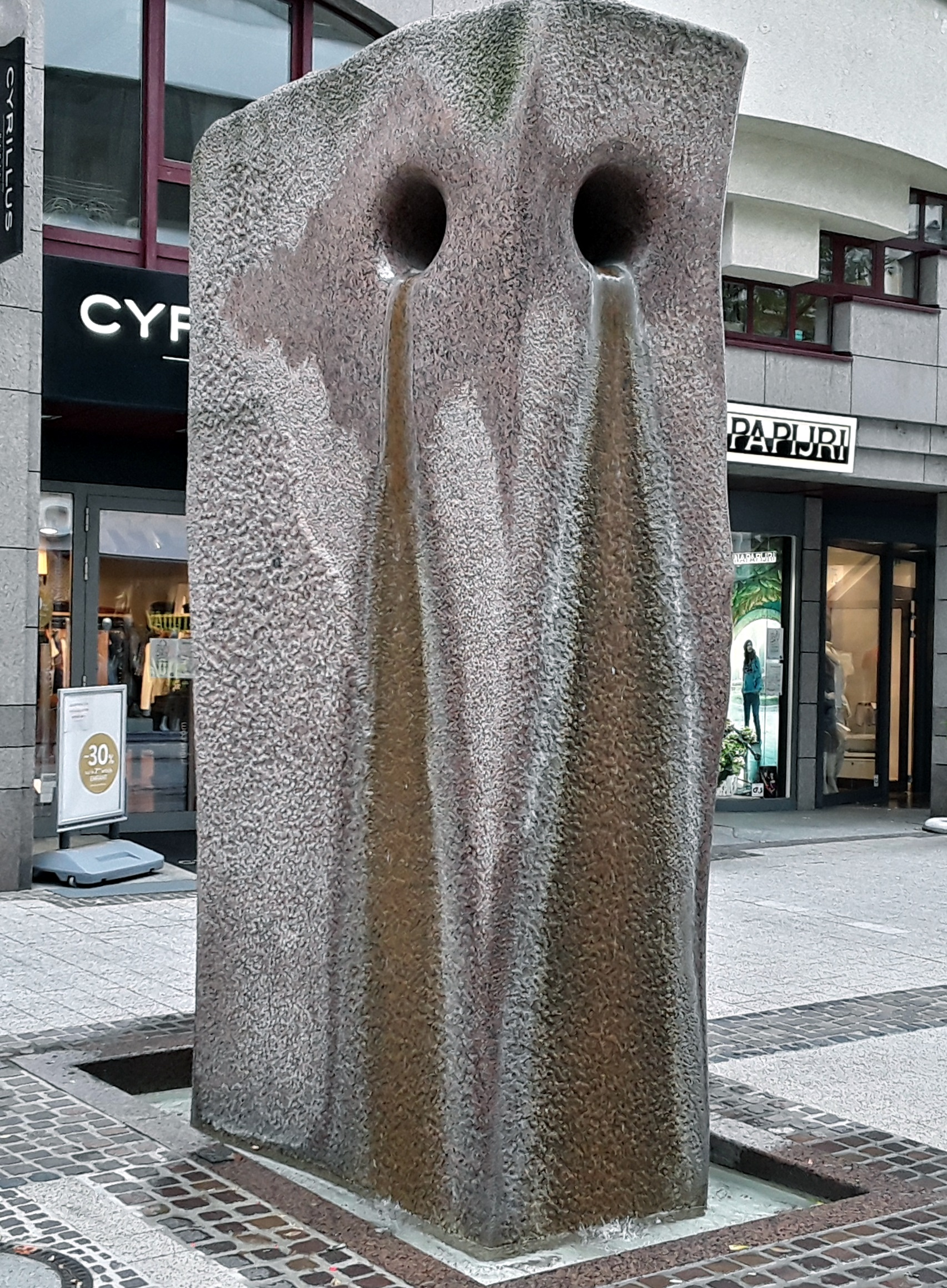
Sculpture fontaine Rêve de pierre, Luxembourg-ville
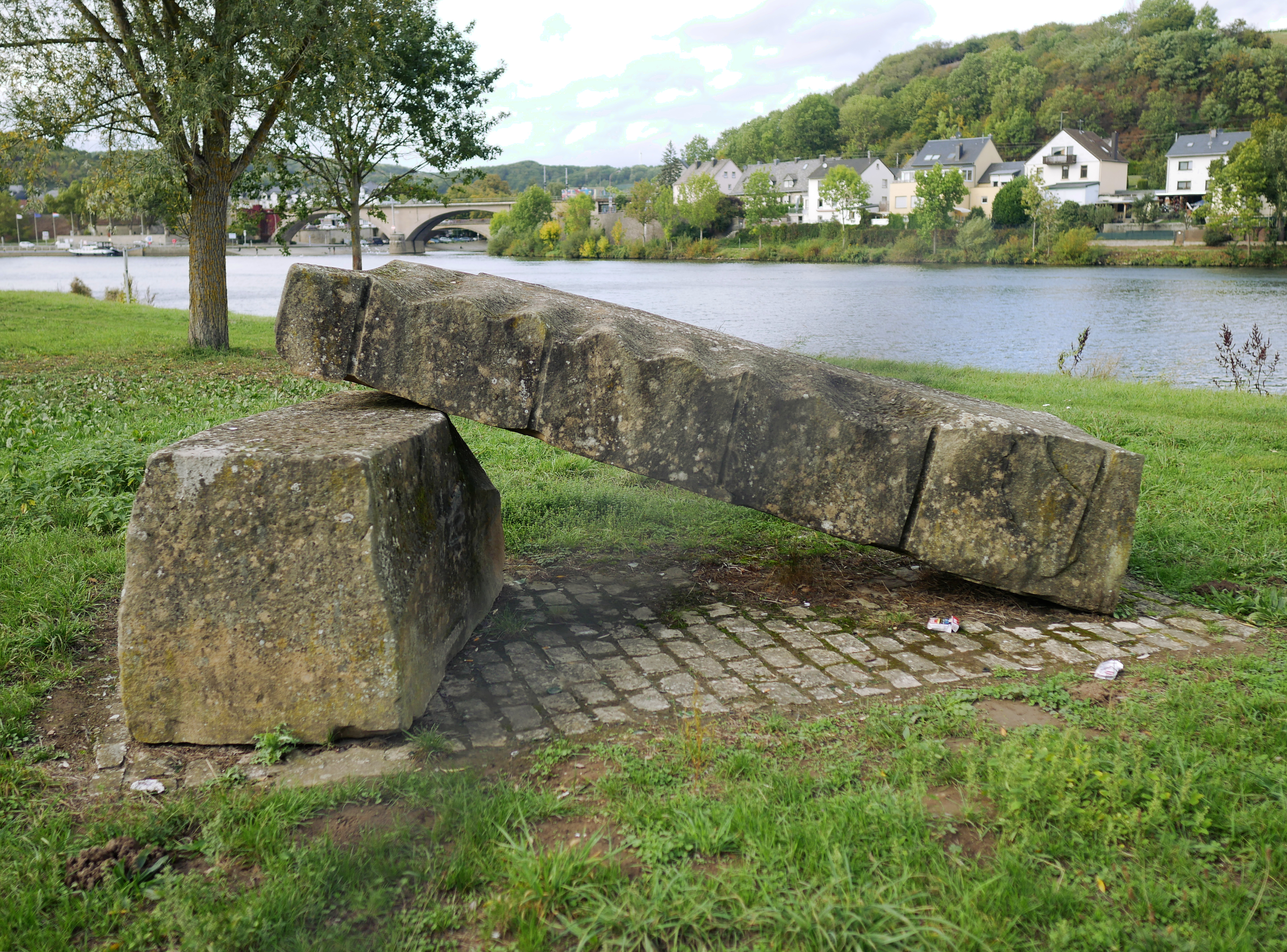
Au bord de l'eau, Steine am Fluss, 1999